# サンタフェ (アルゼンチン)
サンタフェ（Santa Fe de la Vera Cruz、通称Santa Fe）は、アルゼンチンのサンタフェ州の都市。サンタフェ州の州都である。人口は39万1164人（2010年）。パラナ川とサラド川の合流地点近くに位置する。パラナ川の対岸にはパラナがあり、河底トンネルで結ばれている。運河を通じてパラナ川沿いのColastiné港にも連絡する。

サンタフェは、穀物、植物油、食肉を生産する豊かな農業地帯にあるため、商業や輸送の中心地である。

## 歴史
1573年、サンタフェはフアン・デ・ガライによって、現在は歴史公園となっているカヤスタ (Cayastá) 近郊に設立された。カヤスタ川が定期的に氾濫したため、1653年に居住区を現在の位置に移動させた。1814年に州都となった。
1959年にカトリック系のサンタフェ大学が創設された。